# 1927年臺灣
|        | 臺灣歷史 \| 台灣歷史年表 |
| 世纪： | 19世纪臺灣 \| 20世纪臺灣 \| 21世纪臺灣 |
| 年代： | 1890年代臺灣 \| 1900年代臺灣 \| 1910年代臺灣 \| 1920年代臺灣 \| 1930年代臺灣 \| 1940年代臺灣 \| 1950年代臺灣                                           |
| 年份： | 1922年臺灣 \| 1923年臺灣 \| 1924年臺灣 \| 1925年臺灣 \| 1926年臺灣 \| 1927年臺灣 \| 1928年臺灣 \| 1929年臺灣 \| 1930年臺灣 \| 1931年臺灣 \| 1932年臺灣 |
| 纪年： | 丁卯年（兔年）、日本昭和2年 |

1927年臺灣政治、文化界發生了臺灣文化協會的分裂與臺灣民眾黨的成立。

## 政府

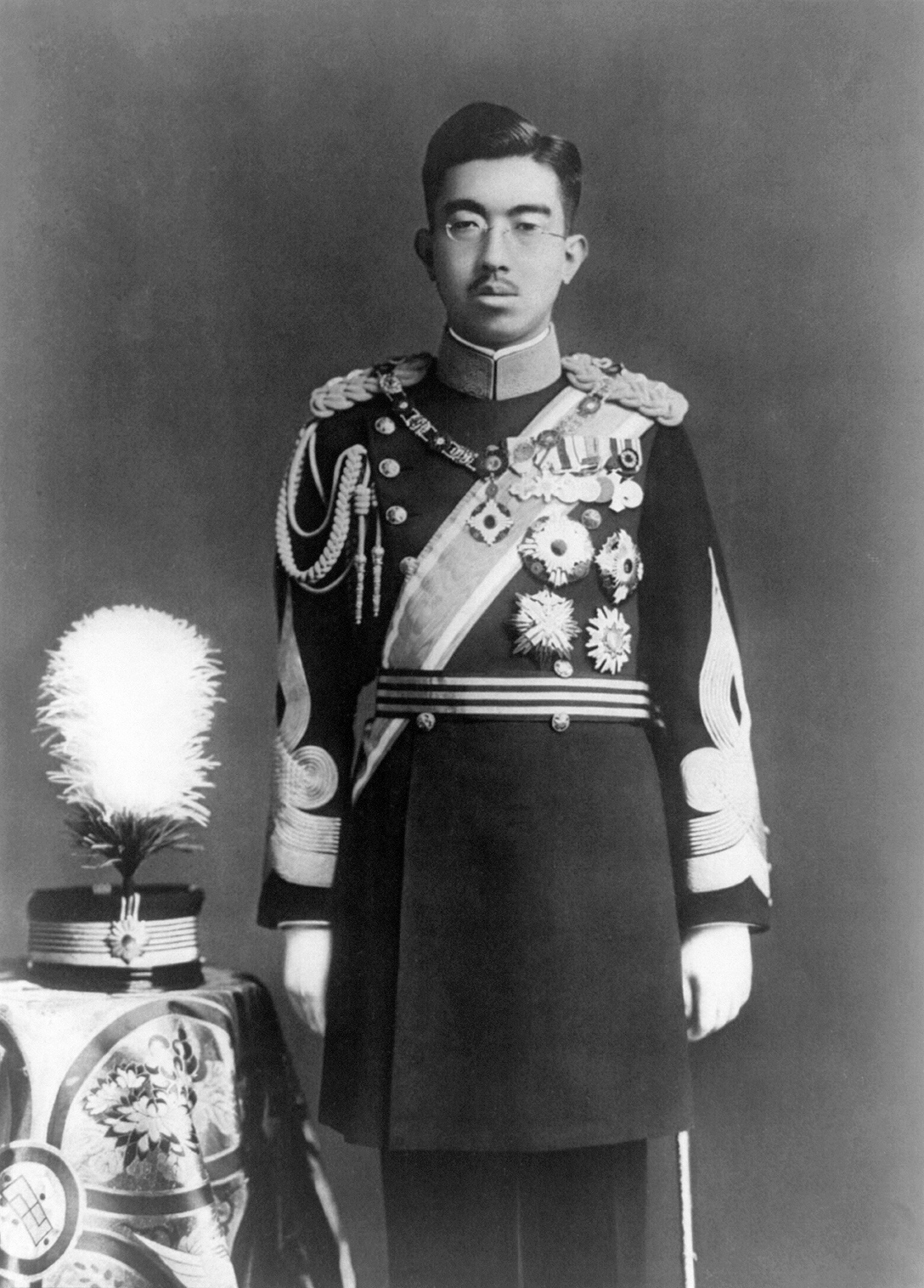
天皇：昭和天皇
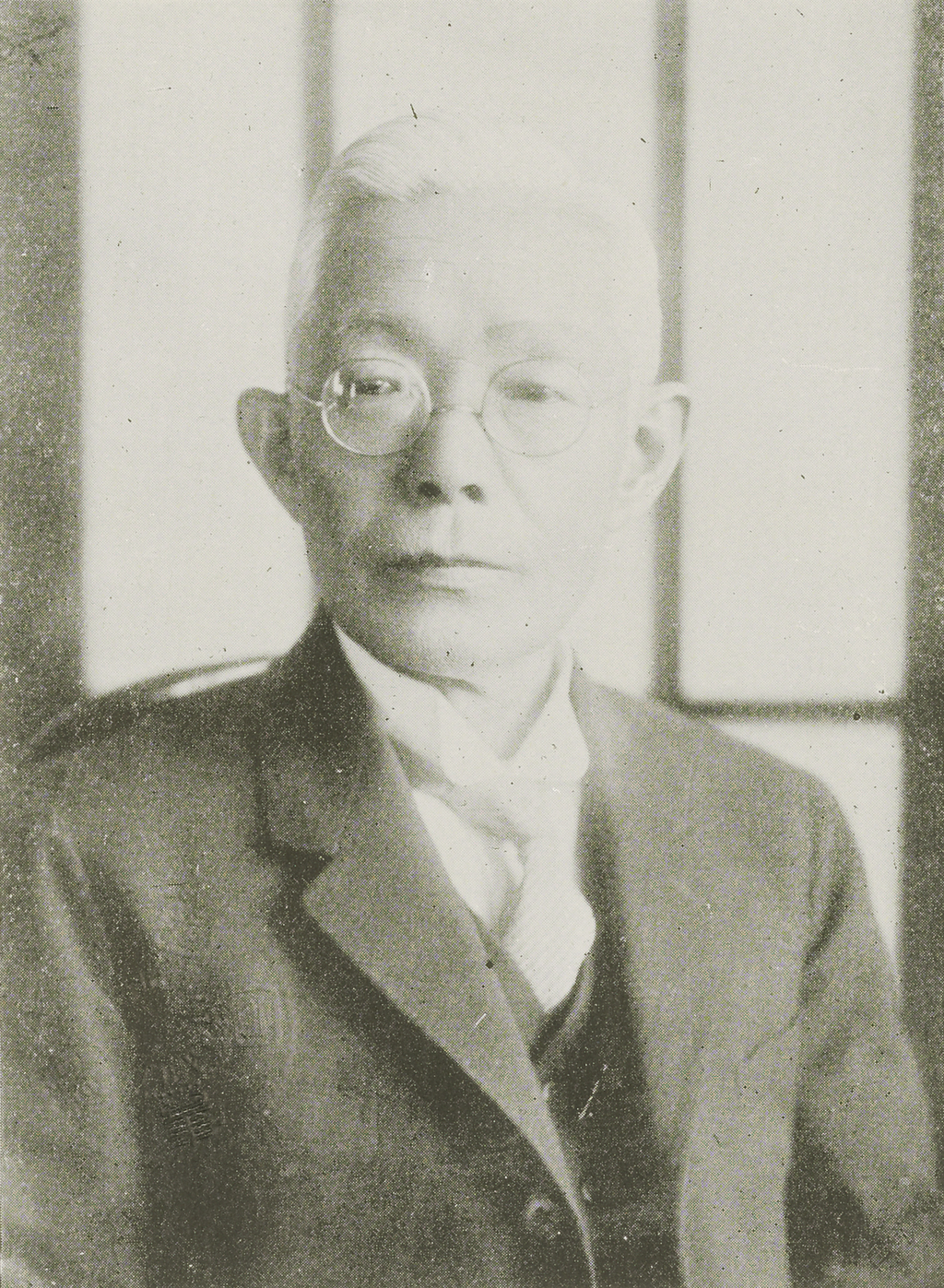
臺灣總督：上山滿之進
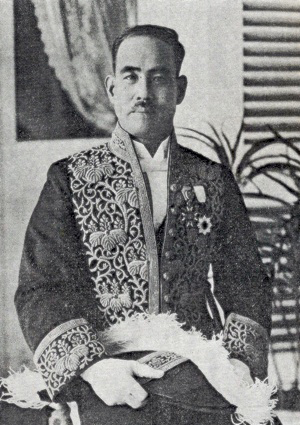
總務長官：後藤文夫

## 大事記

### 1月
- 1月1日——臺北機械工會成立。[1]:205
- 1月3日——臺灣文化協會左右派分裂，左派得勢。[1]:205
- 1月19日——第八次臺灣議會設置請願運動。[1]:205

### 2月
- 2月1日——臺灣總督府解散臺灣黑色青年聯盟，主要成員遭逮捕。[1]:205
- 2月7日——大正天皇大葬儀，官廳、銀行等休業、學校休校。[2]:160
- 2月10日——籌組臺灣自治會。[1]:205
- 2月27日——臺灣自治會遭到查禁。[1]:205

### 4月
- 4月4日——野口雨情、中山晉平等來台。[2]:161
- 4月24日——東京臺灣青年會底下設置社會科學研究部。[1]:206

### 5月
- 5月29日——下午三時，於臺中市聚英樓宣佈組成「臺灣民黨」，發出宣言決議，選出蔡式穀、蔡培火、蔣渭水及邱德金為臨時中央常務委員。[3]

### 6月
- 6月3日——總督府以妨害治安為由依《治警法》第八條第二項禁止「臺灣民黨」組成。[3]
- 6月16日——在謝春木與日本政府交涉下，政府提出禁止奉民族主義及不能由蔣渭水支配為條件；謝氏表示組織為合議制，並且不表明民族主義。預定名為「臺灣民眾黨」，最後定於7月10日舉行結黨式。[4]

### 7月

臺灣民眾黨初期黨旗。

- 7月10日——臺灣民眾黨成立。[1]:206下午三時，於臺中市聚英樓原址舉行結黨式。出席黨員62人，推洪元煌為議長。通過黨則，選舉彭華英、黃周、謝春木、陳逢源、陳旺成為委員，發表綱領政策，臺灣民眾黨正式成立。[5]
- 7月17日——彰化社舉行鎮座式。[6]:7

### 8月
- 8月1日——《臺灣民報》在臺灣發行。[1]:206
- 8月25日——晨，臺灣臺南附近有劇烈地震，死10人，傷百人，毁屋200餘間[7]:2802。

### 10月
- 10月30日——東京臺灣青年會分裂。[1]:206

### 11月
- 11月1日——朝香宮鳩彥王來台。[2]:164

## 出生
- 1月4日——吳榮興，政治人物。曾任彰化縣議員、縣長。（2014年逝世）
- 3月14日——羅本立，軍人。曾任中華民國參謀總長，為1996年台海飛彈危機時坐鎮指揮的最高將領。生於中國安徽省合肥市。（2018年逝世）
- 4月7日——郭宗清，軍人。海軍二級上將，曾任駐巴拉圭共和國特命全權大使。（2010年逝世）
- 5月22日——許遠東，金融學者。曾任中央銀行總裁。（1998年逝世）
- 6月10日——林洋港，政治人物。曾任南投縣長、中華民國司法院院長。（2013年逝世）
- 10月30日——洪一峰，歌手、知名台語歌曲創作家。（2010年逝世）
- 11月23日——楊日松，知名法醫。曾參與多起重大刑案，被譽為「台灣福爾摩斯」。（2011年逝世）
- 12月11日——傅正，黨外運動參與者。先後參與中國民主黨及民主進步黨的創黨。生於中國江蘇省高淳縣。（1991年逝世）
- 12月17日——連日清，醫學昆蟲學、生物學家與公共衛生學者。長期研究蚊子與經由蚊子傳播的各種熱帶傳染病，有「蚊子博士」之稱。（2022年逝世）